# Cultura Llolleo
La Cultura Llolleo fue una cultura del llamado Chile prehispánico, desde el 200 al 700 d. C. Eran cazadores-recolectores que practicaban la alfarería.

## Primeros asentamientos
Los primeros asentamientos humanos evidenciados en el espacio que se desarrolla entre el río Maipo y el río Mapocho en el territorio que corresponde actualmente a la Comuna de Talagante, Chile, datan de hace 200 años antes de Cristo (a. C.) y pertenecen a dos grupos que practicaban la caza de animales (guanacos, zorros, aves, roedores) y la recolección de vegetales silvestres propios del paisaje de aquella época.

### Tradición Bato
El primer grupo, y el más antiguo, corresponde a la Tradición Bato que se establece entre los años 300 a. C. y 400 después de Cristo (d. C.).

### Cultura Llolleo
El segundo grupo temprano lo constituye la Tradición Llolleo, también denominada Complejo Cultural Llolleo, establecido entre los años 200 y 800 después de Cristo (d. C.), el cual coexiste con aquel de la Tradición Bato.

## Complejo cultural Llolleo

### Ubicación geográfica
El Complejo Cultural Llolleo ocupó un amplio territorio desde el límite norte de la cuenca del río Choapa, Región de Coquimbo de Chile, hasta el límite sur de la cuenca del río Lontué, VII región de Chile y entre el río Aconcagua y el río Tinguiririca. Por la costa, sus sitios se concentran entre Valparaíso y el río Rapel. En el interior, en los valles del río Mapocho, Rancagua, el río Cachapoal y también la cuenca de Santiago, RM.
Esta es una región de clima templado y con una gradiente que, en cerca de 100 km. va desde el nivel del mar a más de los 6000m de altitud en la Cordillera de Los Andes. Los grupos Llolleo ocuparon la región central de Chile, entre los ríos Aconcagua y Cachapoal.

### Organización social
Se conoce muy poco acerca de la organización social de este grupo. Se piensa que funcionaban en pequeños núcleos familiares relativamente independientes, entre los cuales la única autoridad era el jefe de familia. Dedicaban gran parte de su tiempo a la agricultura, complementada con alguna caza de animales y aves.
No hay evidencias claras de jerarquías dentro de la sociedad.  Pero la presencia de cráneos con deformaciones intencionales podría indicar la existencia de un marcador o diferenciador de estatus social. El poder debió radicar en los jefes de familias, los cuales pueden haber formado ciertas alianzas con sus vecinos más cercanos.

### Patrón de asentamiento
Su patrón de asentamiento es disperso y no compromete a grupos más numerosos que el de una familia extensa, con lugares de habitación permanente en el interior y de corta duración en la costa desde Llolleo a El Quisco. Algunos sitios habitacionales alcanzan dimensiones relativamente grandes, donde habitaban varias familias. Sin embargo no constituían aldeas propiamente tales, ya que cada familia se ubicaba a cierta distancia de sus vecinos y existían muchos lugares donde se asentaba únicamente una familia. Los asentamientos se distribuían cerca de las áreas de cultivo, sin que existieran jerarquías entre ellos.

## Dieta
Estaba predominantemente basado en la Quinoa con pocas proteínas de corte animal. Los grupos Bato, aun siendo productores y usuarios de alfarería, por sus contextos líticos han sido reconocidos como con mayor tradición de caza que sus contemporáneos Llolleo, con un equipamiento de molienda que denota menor envergadura del vegetal procesado y, si bien han presentado escasas evidencias de especies domesticadas han sido generalmente caracterizados como con una horticultura incipiente, donde la caza y la recolección juegan un papel fundamental. Los grupos Llolleo también alfareros tempranos, han sido considerados con un patrón dietético generalizado con vegetales silvestres (peumo, cocos de palma chilena, poáceas) y domesticados (como quinoa, choclo o maíz, especies de porotos o judías, especies de zapallo y calabazas), caza y recolección de animales terrestres y que, en la costa, también agregan recursos marinos y algunos de las lagunas litorales. Los contextos de molienda muestran patrones que han sido interpretados como relacionados con una producción más intensiva de harinas (Vásquez 2000) y los análisis de elementos traza en individuos del sitio El Mercurio han sido interpretados como señal de consumo de maíz concluyen que se trataría de horticultores con cierto grado de sedentarismo.
La dieta "costera" de los Llolleo es muy distinta a la de los individuos Bato del litoral, pese a ser relativamente contemporáneos y a ocupar ambientes semejantes. La principal diferencia está en un mayor consumo de plantas C4 entre los Llolleo que, como hemos visto, debe corresponder al maíz. En cambio parecen aprovechar los mismos tipos de recursos marinos que los individuos Bato.

## Elementos culturales

### La cerámica Llolleo
La población Llolleo se identifica claramente a través del uso de ciertos elementos culturales, de los cuales la cerámica  es la más significativa, con vasijas de formas humanas y de animales junto a elementos con dos cabezas que constituyen el inicio de una larga tradición que se perpetúa hasta la actualidad en el pueblo mapuche, como el ketru metawe. La alfarería Llolleo alcanza una gran homogeneidad regional y refleja aspectos importantes de la vida de sus cultores y usuarios, denotando a su vez un grado de especialización artesanal que implica labores diferenciadas en la organización del trabajo. Su estilo puso énfasis en la elaboración de vasijas con formas humanas o antropomorfas y animales o zoomorfas. Entre estas últimas, destaca la presencia del ketru metawe, por lo cual éste puede ser utilizado como indicador para postular que estos grupos son el sustrato étnico mapuche. 
La alfarería Llo-lleo se clasifica en 3 tipos: Pulido, Inciso reticulado y no pulido.
- Llo – Lleo Pulido[21]
  - Arcilla de color rojo o gris oscuro
  - El pulido exterior es alisado
  - Modelado de caras y cuerpos
  - Antropo y Zoomorfos
- Llo – Lleo Inciso Reticulado[21]
  - La porosidad es mediana
  - Alisado inferior y exterior
  - Monocroma
  - Varían entre café claro y café oscuro con manchas negras.
- Llo – Lleo No Pulido[21]
  - Tosco y muy utilitario
  - Alisado disparejo interior
  - Café rojizo
  - El color con manchas negras

#### Características de la cerámica Llolleo
La cerámica Llolleo parece estar sujeta a más normas que la cerámica Bato. Esta es de buena calidad, monócroma pulida o incisa. Sus modelados naturalistas presentan rasgos faciales estilísticos como cejas y nariz continua y ojos tipos granos de café. Algunas vasijas fueron pintadas rojo sobre café o con hierro oligisto, tienen un tipo de asa llamada "asa puente" y son comunes los jarros patos. La cerámica es usada en forma doméstica y ritual. El uso ritual consiste en simbolismos como "matar" y quemar ritualmente cerámicas para ofrendas.

## Interacción con otras culturas
La Cultura Llolleo comparte una serie de características culturales con la mayor parte de los grupos horticultores y alfareros del Cono Sur de América. Lo que permite inferir que formaron parte de una gran tendencia cultural alrededor del inicio de nuestra era (siglo I a siglo V ). Los Llolleo compartieron los valles de Chile Central con las poblaciones Bato, con quienes debieron haber tenido contactos expresados en marcadas similitudes en su acervo cultural. En la cordillera interactuaron con cazadores- recolectores continuadores de la tradición Arcaica, con los cuales mantuvieron intercambios de bienes. Hacia el 900 d. C., la irrupción de la cultura Aconcagua terminó abruptamente con la historia Llolleo.

## Ritos religiosos
Es muy común encontrar pipas de cerámica o de piedra en sitios de estos grupos, lo que permite inferir acerca del uso de sustancias alucinógenas como parte de los rituales de esta sociedad. De hecho, se han encontrado sitios arqueológicos que podrían corresponder a lugares ceremoniales donde se reunía una gran cantidad de personas y en donde el uso de las pipas jugó un rol central, a juzgar por la gran cantidad de estos implementos encontrados en esos lugares.

## Ritos funerarios
Sepultaban a sus muertos, bajo el piso de sus viviendas formando en algunos casos pequeños cementerios. El ajuar funerario consistía en adornos corporales, piedras horadadas, instrumentos de molienda y recipientes de cerámica, en su mayoría fracturados o perforados intencionalmente. Los niños eran enterrados en vasijas de cerámica, a manera de urnas, para lo cual se utilizaban grandes ollas o contenedores de agua.  Hay varios sitios funerarios LLolleo en Chile como en el Islote de Pájaro Niño , Algarrobo  ahora unido al continente por el Molo de Abrigo del Club de Yates aún quedan restos de un cementerio prehispánico de la Cultura Llolleo. Este
lugar se ubica al costado suroeste de la Cofradía Náutica del Pacífico Austral.

## Plaza de Talagante
Por primera vez se rememorara la Cultura Lloleo en Chile, gracias a la nueva Plaza de Talagante. El proyecto contempla la recuperación del piso, habilitación del odeón existente como oficina, la construcción de un escenario central y senderos peatonales interiores, el cambio completo del sistema de iluminación y la instalación de mobiliario urbano, todo lo anterior respetando el patrimonio arbóreo de este emplazamiento. Además en las cuatro esquinas de la plaza se realizara un diseño de la cultura LloLleo, Inca, Tradición Bato y Cultura Aconcagua, grupos indígenas que habitaban la zona antes de la colonización española.

## Sitio El Mercurio
En la ribera norte del río Mapocho, a los piés del cerro Manquehue, se encuentra ubicado el sitio El Mercurio. Se definieron dos áreas, una de enterratorios, donde se hallaron 36 individuos con ofrendas y ajuares, y un área con depósitos de basuras y restos culturales. Está última corresponde principalmente a una ocupación alfarera temprana que ha sido fechada entre el 300 +/- 140 d. C. y el 805 +/-120 d. C., a la que se asocian la mayor parte de los enterratorios, y cuyas características permiten adscribirlo al complejo cultural Llolleo. Sin embargo también se ha definido un momento de ocupación anterior en esta misma área, también atribuible al período Alfarero Temprano pero con características diferentes que han sido definidas como ‘Comunidades Iniciales’, y se ha fechado en 150 +/- 150 d. C.; 120 +/- 180 d. C.).